# Dactylicapnos torulosa
Dactylicapnos torulosa är en vallmoväxtart som först beskrevs av Joseph Dalton Hooker och Thoms., och fick sitt nu gällande namn av Hutchinson. Dactylicapnos torulosa ingår i släktet Dactylicapnos och familjen vallmoväxter. Inga underarter finns listade i Catalogue of Life.

## Bildgalleri

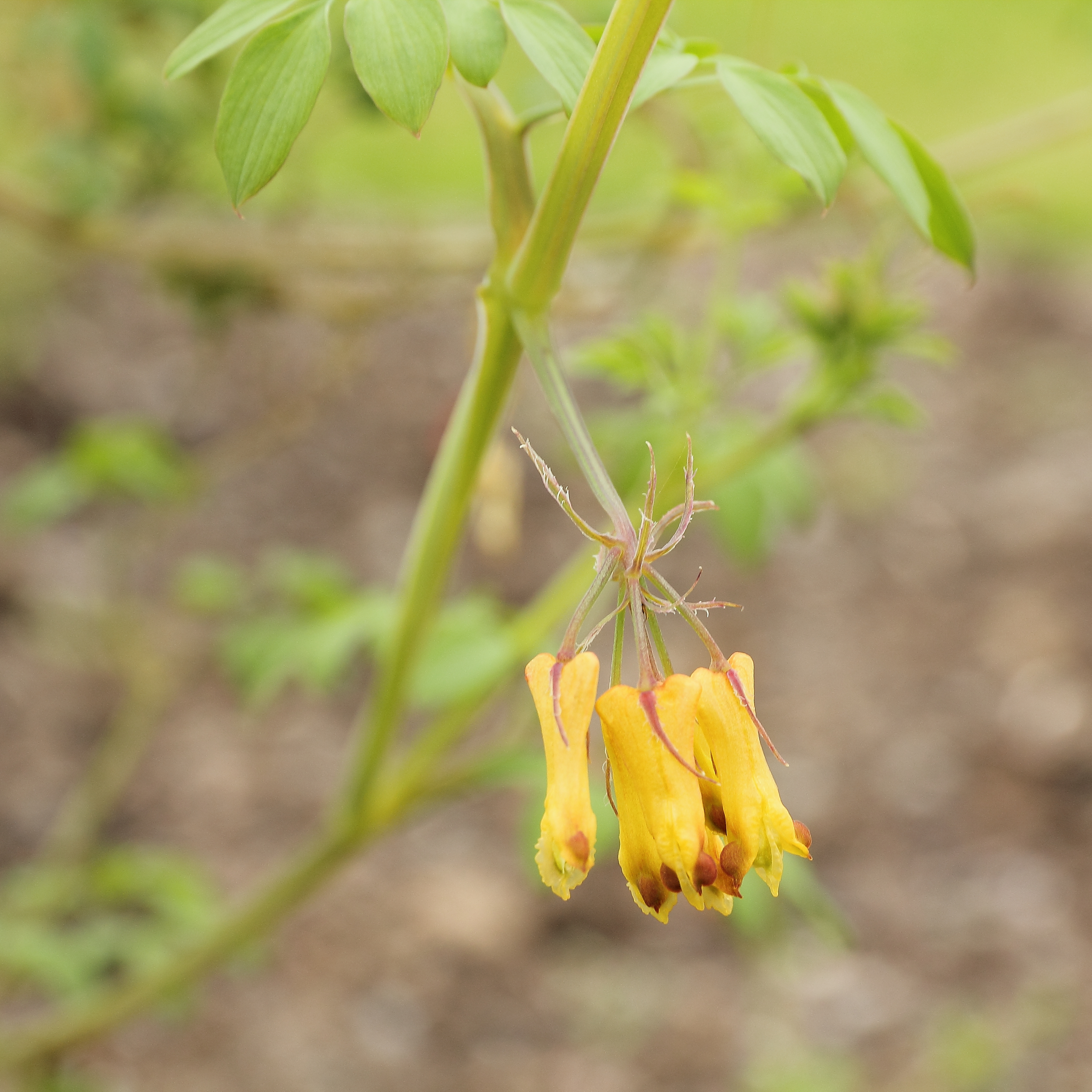